# Novembrada
A Novembrada foi uma manifestação popular contra o ditadura militar brasileira ocorrida no Centro de Florianópolis, em 30 de novembro de 1979.
Vivia-se o período da "Abertura política". Cogitava-se que o presidente que sucederia o General João Figueiredo seria civil, mas escolhido em eleições indiretas. Em tal dia, Figueiredo foi à capital catarinense para participar de solenidades oficiais, como o descerramento de uma placa em homenagem ao Marechal Floriano Peixoto. Além disso, conhecer o projeto de criação de uma indústria siderúrgica para posterior liberação de recursos financeiros necessários à sua implantação.,

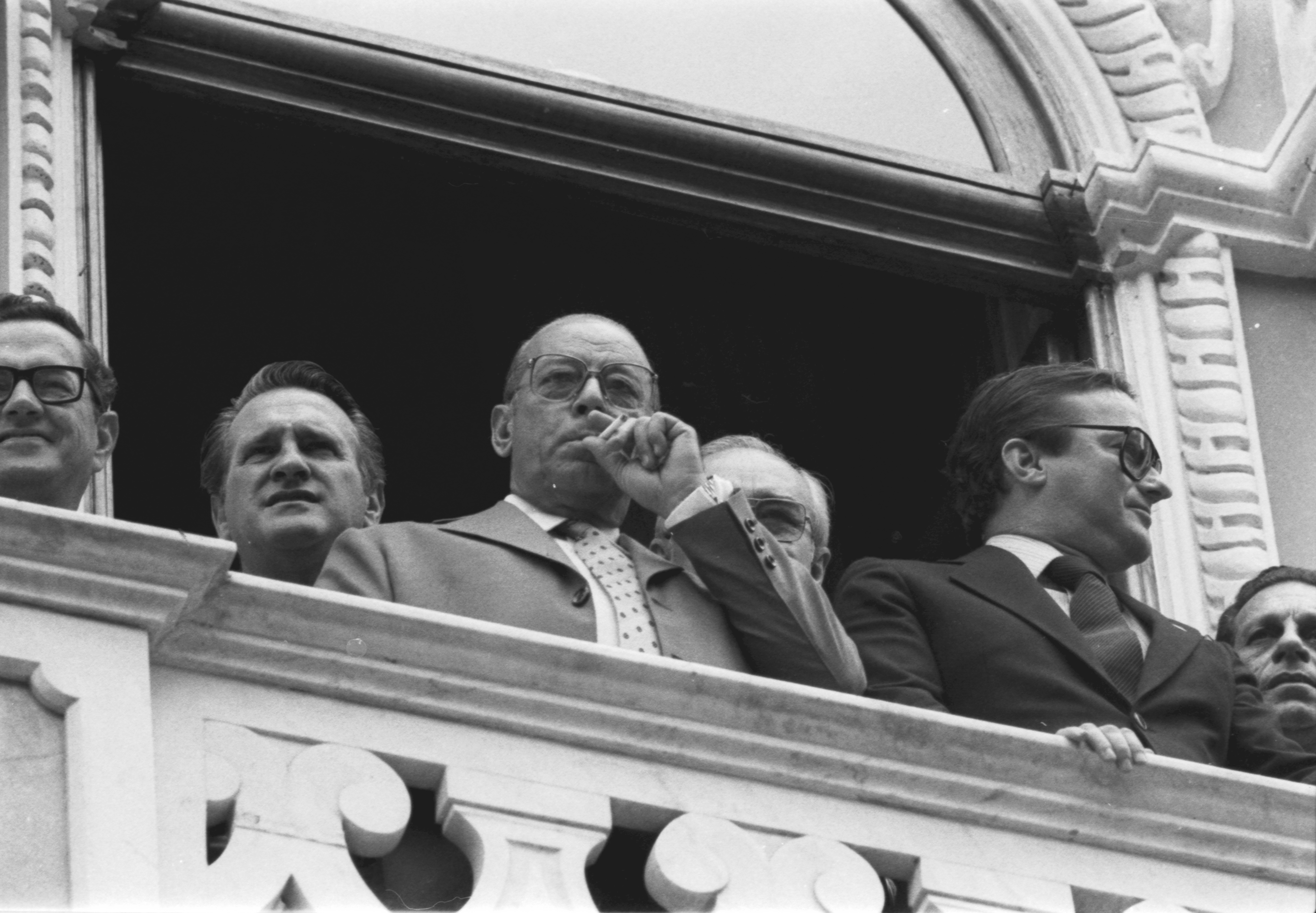
Na sacada do Palácio Cruz e Sousa, João Figueiredo olha para os manifestantes abaixo

A recepção ao presidente-general foi organizada pelos Arenistas Esperidião Amin e Jorge Bornhausen (ambos ainda participantes no meio político nacional) que tentaram de todas as formas camuflar o ambiente hostil que se formou na cidade.
Traçou-se um paralelo entre o então general-presidente e o presidente Floriano Peixoto, que deu o nome à cidade. Ao Marechal Floriano vinha sendo atribuída a prática, à sua época, das mesmas arbitrariedades que as do regime militar vigente. Este enfoque histórico era difundido nos meios estudantis locais, granjeando adeptos para uma proposta da troca do nome "Florianópolis" pela denominação anterior - "Desterro". Embora seja corrente afirmar que a placa em Homenagem a Floriano Peixoto foi o estopim, muitos participantes da manifestação deixam claro atualmente que o descontentamento era mesmo pela ditadura, levando em conta o constante aumento do custo de vida, em especial dos combustíveis.

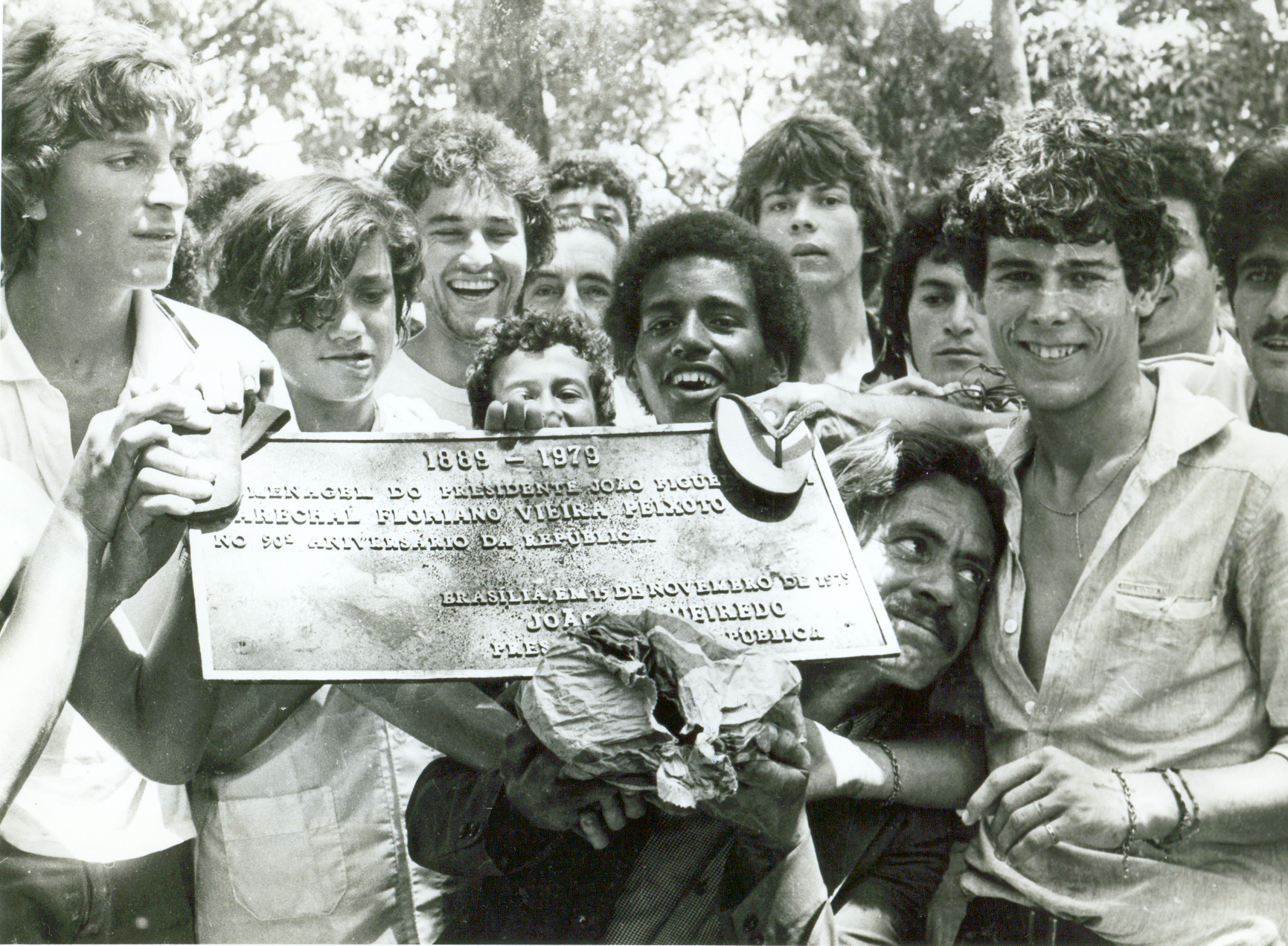
Manifestantes seguram a placa comemorativa com a homenagem de Figueiredo a Floriano Peixoto

Após ser recepcionado no Palácio Cruz e Sousa, Figueiredo dirigiu-se ao Senadinho, tradicional ponto de encontro no centro da cidade. Neste pequeno trajeto entre o Palácio e o café, Figueiredo foi hostilizado e dispôs-se a discutir. Na praça XV de Novembro, Figueiredo foi recepcionado por uma manifestação estudantil, com cerca de 4 mil pessoas, organizada pelo DCE da UFSC. A manifestação foi abafada pela Polícia Militar, resultando em confusão e violência e na prisão dos estudantes Adolfo Luiz Dias, Amilton Alexandre, Geraldo Barbosa, Lígia Giovanella, Marize Lippel, Newton Vasconcelos Jr. e Rosângela Koerich de Souza, que foram indiciados pela Lei de Segurança Nacional. Nas semanas que seguiram várias manifestações foram organizadas exigindo a libertação dos estudantes presos. Algumas contaram com até 10 mil pessoas (número bastante relevante se comparado com o total da população florianopolitana na época). A TV Cultura e a TV Catarinense, que fizeram a cobertura da reportagem, tiveram todo o material apreendido.
O episódio está descrito no livro Revolta em Florianópolis, do cientista político Luís Felipe Miguel (publicado pela Editora Insular em 1995) e depois virou um curta-metragem — Novembrada, de Eduardo Paredes —, premiado pelo Festival de Gramado, em 1996.

## Artigos Científicos
- Fáveri, Marlene de (2018). «Novembrada: as mulheres, o cárcere e as solidariedades». Fronteiras: Revista Catarinense de História (24). 61 páginas.